# Veles
Veles, Volos, Weles o Voloh es el dios eslavo de la tierra, las aguas, los bosques, la fertilidad, el ganado, el pasto, las serpientes, los lobos, la medicina, la música, la magia y el mundo subterráneo. Además se le asocia a los dragones, la riqueza y las travesuras. Asimismo, es el adversario del dios del trueno, Perun, constituyendo la batalla entre ambos uno de los mitos más importantes de la mitología eslava. Veles resulta ser un dios complejo y antiguo, incluso se piensa que pueda ser una reliquia proveniente del panteón proto-indoeuropeo. Se le ha representado (al menos en parte) como una sierpe, con cuernos (de toro, carnero u otros herbívoros domésticos) y con luenga barba. 

## El enemigo de Perún y el mito de la tormenta

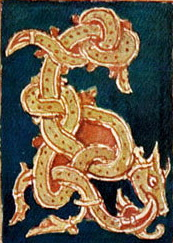
La imagen de una serpiente en una antigua miniatura rusa. Reconstrucción de Elisabeth Boehm.

Los filólogos rusos Viacheslav Ivanov y Vladímir Toporov reconstruyeron la batalla mítica entre Perún y Veles mediante un estudio comparativo de varias mitologías indoeuropeas y un gran número de canciones y cuentos populares eslavos. La característica común entre todas las mitologías indoeuropeas se refiere a la historia de una batalla entre el dios del trueno y una enorme serpiente o dragón. En las versiones eslavas del mito, Perún es el dios del trueno, mientras que Veles hace las veces de dragón. 
La etimología de su nombre lo acerca a Vels o Velinas —el diablo de la mitología báltica y enemigo del dios del trueno Perkunas (muy parecido a Perún)— y a Vala —la serpiente de la mitología hindú, enemiga de Indra (el dios védico del trueno)—. Asimismo, es similar al dios etrusco del mundo subterráneo, Vetha, y al dragón Illuyankas, enemigo del dios de las tormentas en la mitología hitita. 
La causa de la enemistad de estos dioses puede ser el rapto cometido por Veles del hijo, la esposa o el ganado de Perún. También se convierte en un reto: Veles, transformado en una enorme serpiente, sube desde las cuevas del Mundo Subterráneo y repta hasta el Árbol del Universo eslavo, con dirección a los dominios celestiales de Perún, quien toma represalias y ataca a Veles con sus rayos. Veles huye, se esconde o va transformando en árboles, animales o personas, hasta que al final Perún lo mata y, mediante esta muerte ritual, todo lo que Veles había robado sale de su cuerpo inerte en forma de lluvia que cae desde las alturas. Este mito de la tormenta, tal y como lo evocan los investigadores, explicaba el cambio de estaciones a lo largo del año. Los períodos secos se interpretaban como el caótico resultado del hurto de Veles; las tormentas y los rayos eran la batalla entre los dioses y la lluvia significaba el triunfo de Perún sobre Veles y el restablecimiento del orden del mundo.
Este mito era cíclico, se repetía cada año. La muerte de Veles nunca era permanente, ya que volvía a tomar la forma de una serpiente que muda su vieja piel y renace con un nuevo cuerpo. Aunque en este mito en particular desempeña un papel negativo como causante del caos, Veles no era un dios maligno para los antiguos eslavos. De hecho, en muchos de los cuentos aparecía como san Nicolás, salvando a los pobres granjeros y a su ganado del furibundo y destructivo san Elías (es decir, Perún). La dualidad y el conflicto entre Perún y Veles no representa el choque normal entre el bien y el mal, sino que más bien es la oposición entre los principios naturales de la tierra y el agua (Veles) y el cielo y el fuego (Perún).

## Dios del mundo subterráneo y de los muertos
Los antiguos eslavos veían el mundo como un gigantesco árbol, cuya copa y ramas representaban la bóveda celeste de los dioses y el mundo de los mortales respectivamente, mientras que las raíces eran el mundo subterráneo. De ese modo, Perún era como un halcón o un águila posado en la rama más alta del árbol, gobernante del cielo y del mundo de los vivos, mientras que Veles, cual serpiente enroscada en las raíces, gobernaba el mundo de los muertos. Este en realidad era un lugar bastante hermoso, descrito en los cuentos populares como un mundo de llanuras verdes y húmedas, donde reinaba la eterna primavera y donde moraban varias criaturas fantásticas junto con las almas de los fallecidos, que se ocupaban de cuidar las reses de Veles. En términos más geográficos, el mundo de Veles estaba localizado según los eslavos "más allá del mar", a donde migraban las aves cada invierno. En los cuentos esta tierra se llama Virei o Iri. Cada año el dios de la fertilidad y de las plantas, Yarilo, que vivía allí en invierno, regresaba de más allá del mar y traía la primavera al mundo de los vivos. 
Veles enviaba regularmente espíritus de muertos al mundo de los vivos como sus heraldos. Los festivales en su honor se realizaban al finalizar el año, en invierno, cuando llegaba la hora del final del orden mundial, cuando el caos se hacía fuerte, las fronteras entre el mundo de los vivos y el de los muertos desaparecían y los espíritus ancestrales regresarían de entre los muertos. Esta era la celebración pagana llamada Velja Noč (La Gran Noche), cuyo remanente aún pervive entre los eslavos de muchos países como la Koleda, una combinación de carnaval y Halloween que se puede dar entre Navidades y finales del mes de febrero. Los jóvenes, llamados koledari o vucari se vestían con largos abrigos hechos de lana de oveja y se adornaban con grotescas máscaras, rondaban por las aldeas en grupos y montaban mucha bulla; también iban chillando canciones en las que decían que habían viajado desde muy lejos y que estaban húmedos y llenos de barro, una alusión al mundo subterráneo de Veles, de donde se suponía que venían en forma de fantasmas; asimismo, el dueño de cualquier casa que visitaran los debía recibir calurosamente y ofrecerles regalos. Este no es más que un ejemplo de chamanismo eslavo que presenta a Veles como dios de la magia y de la riqueza. Los regalos ofrecidos a los koledari probablemente terminarían en sus manos (lo que le asemeja a un dragón custodiando su tesoro), asegurando de esa manera la buena suerte y la riqueza para esa casa y esa familia durante el año entero. Tal y como se puede apreciar en la Crónica Primera, si se enfada a Veles uno podría terminar aseteado a enfermedades. 
Ya fuera de la órbita eslava, es curioso destacar que se haya conservado una costumbre muy similar en la isla de El Hierro (España). Durante las épocas de Carnaval, los jóvenes del pueblo de Frontera se visten con pieles de carneros, muy resecas, viejas y malolientes, con las que persiguen a las gentes del pueblo, pequeños y no tan pequeños, y los embadurnan de tinte negro si se dejan coger. Esta celebración se llama así, Fiesta de los Carneros. Desgraciadamente se han perdido los referentes a los que alude esta costumbre ancestral, que estuvo a punto de perderse durante el pasado siglo XX, aunque bien podría tener que ver con lo citado anteriormente.

## Dios de la magia y de los músicos
La naturaleza de Veles, propicia para el engaño, queda clara en el mito de la tormenta y en los trajes carnavalescos de los chamanes Koledari. Como tal, representa al dios trickster, el juguetón, el travieso, de características similares al griego Hermes, al germánico Loki o al Coyote para los nativos americanos y, como ellos, está relacionado con la magia. La palabra voljv, que supuestamente deriva de su nombre, aún significa ‘mago’ en varias lenguas eslavas; ya en la narración épica rusa Cantar de las huestes de Ígor, escrita en el siglo XII, el personaje de Boyán el mago es denominado "nieto de Veles". Dado que la magia estaba y está relacionada con la música en las sociedades primitivas, Veles es también visto como el protector de los músicos ambulantes. Por ejemplo, en las bodas celebradas al norte de Croacia (hasta el siglo XX), la música no comenzaba a sonar hasta que el novio, al hacer un brindis, derramaba vino en el suelo, preferentemente sobre las raíces del árbol más cercano. El simbolismo está claro, aunque aquellos que lo realizaban lo habían olvidado hacía mucho tiempo: los músicos no tocarían hasta que no se efectuara un brindis a su dios protector.

## Dios del ganado y de la riqueza
La principal función práctica de Veles era proteger el ganado de las tribus eslavas. A menudo se le conoce como skotji bog, el "dios del ganado". Uno de sus atributos, como mencionábamos anteriormente, eran los cuernos de toro o de carnero, así como la piel de oveja. Aunque la etimología de su nombre no está clara, parece probable que derive en última instancia de la raíz proto-indoeuropea *wel, lana (podemos ver una clara similitud en la palabra inglesa "wool", por ejemplo). El folclore eslavo parece confirmar esta tesis: como se dijo antes, Veles era el dios de la magia y según algunas fuentes folclóricas la expresión presti vunu (tejer lana) y en concreto cmu vunu presti (tejer lana negra) alude a las artes mágicas. En algunas canciones del Koledo que han sobrevivido, los Koledari cantaban que se acercaban "tejiendo lana negra".
De este modo, al ser un dios "lanudo", Veles estaba considerado como el protector de los pastores, lo que revela una característica adicional de su enemistad con Perún, ya que éste al ser el que da la lluvia, sería el protector de los labradores. La influencia de Veles, sin embargo, llegaba a abarcar algunos aspectos de la agricultura, o al menos de la cosecha. En muchos pueblos eslavos, y de forma más notable en Rusia, existía la costumbre en época de mies de cortar el primer haz de trigo y atarlo como una suerte de amuleto que protegiera la cosecha de espíritus malignos. A este hecho se le llamaba "atar las barbas de Veles", lo que indica que se imaginaban a Veles con barba. En muchas lenguas eslavas meridionales, muchas expresiones que aluden a la buena suerte y a la riqueza están relacionadas con las barbas de Veles, como puna šaka brade ("puñado de trigo") o primiti boga za bradu ("coger a un dios por las barbas", siendo este olvidado dios el Veles pagano).

## Veles tras el cristianismo
Luego de la conversión al cristianismo, los distintos aspectos de Veles fueron separados en varias direcciones. Como dios del mundo subterráneo y como dragón, por supuesto, fue identificado como el Diablo, mientras que sus lados más benevolentes fueron transformados en varios santos cristianos. Como protector del ganado, quedó relacionado con san Blas, conocido popularmente entre los pueblos eslavos como san Vlaho, san Blaz o san Vlasi. En Yaroslavl, por ejemplo, la primera iglesia que se construyó fue en el mismo sitio en el que estaba un templo de Veles y fue consagrada a san Blas, por la similitud de su nombre con el dios pagano y porque era el protector de los pastores. Como ya dijimos anteriormente, en muchos cuentos populares fue reemplazado por san Nicolás, probablemente porque en las historias que se contaban del santo se le describía como el que da riqueza y como una especie de trickster (tramposo).
Es increíble que Veles se las ingeniara para contener tantos y tan versátiles atributos en la antigua mitología eslava y que no fuera separado en diferentes dioses hasta la llegada del cristianismo. Por el contrario, su oponente Perun no fue venerado sino como dios del trueno y las tormentas, ni más ni menos, una esfera de influencia muy pequeña si la comparamos con la versatilidad de Veles. En otras mitologías indoeuropeas dioses similares fueron sistemáticamente divididos en diferentes deidades. Por ejemplo en la griega, al menos cuatro dioses compartían los atributos de Veles: Pan (música y ganado), Hermes (magia y travesura), Hades (muerte y mundo subterráneo) y Tifón (enemigo en forma de serpiente del dios griego del trueno, Zeus). Solamente en la mitología celta podemos encontrar un dios similar a Veles en cuestión de atributos y complejidad: Cernunnos, dios de los druidas, de la naturaleza, de los animales con cornamenta y del chamanismo, cuyo símbolo era una serpiente con cuernos de carnero.

## Galería

En la mitología eslava, el universo es como un árbol
El dios Perun lanzando rayos
El dios Veles podía tomar cualquier forma
En el mundo subterráneo existen criaturas fantásticas
Dios Veles (estilo 'Trompe l'œil')